# Regalin
Regalin eller halsring var ursprungligen den glasring som lades kring flasköppningen på en butelj då de handblåstes. Numera avses öppningen på en butelj, flaska eller karaff oavsett om den består av pålagd glasmassa eller inte.